# 도마줄리체구

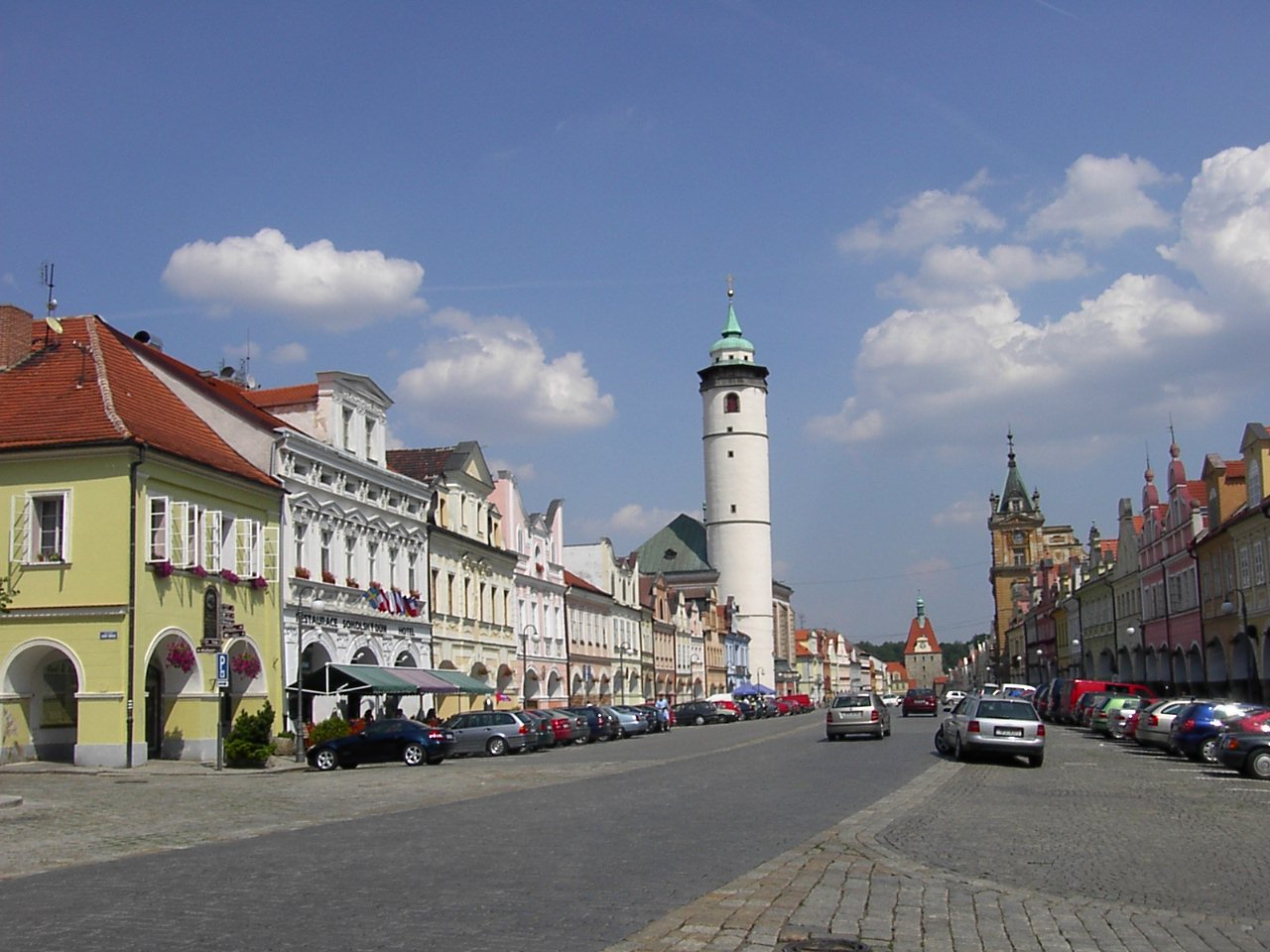
도마줄리체구의 행정 중심지인 도마줄리체

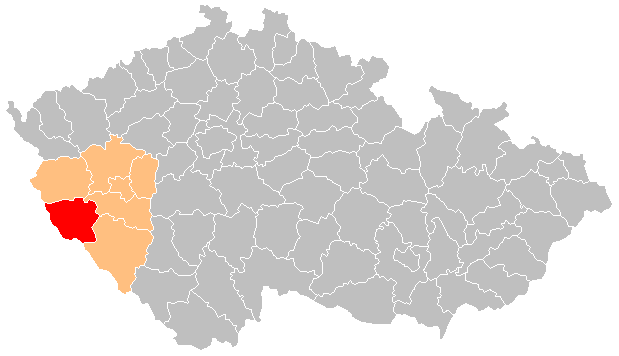
도마줄리체구의 위치

도마줄리체구(체코어: Okres Domažlice)는 체코 플젠주를 구성하는 7개 구 가운데 하나로 행정 중심지는 도마줄리체이며 면적은 1,123.46km2, 인구는 61,902명(2019년 1월 1일 기준), 인구 밀도는 55명/km2이다.
플젠주 서부에 위치하며 76개 지방 자치체(10개 시, 66개 마을)를 관할한다. 플젠주 남플젠구, 타호프구, 클라토비구와 접하며 남서쪽으로는 독일과 국경을 접한다.